# Florenciella
Florenciella is een monotypisch geslacht van straalvinnige vissen uit de familie van diepwaterkardinaalbaarzen (Epigonidae). Het geslacht is voor het eerst wetenschappelijk beschreven in 1965 door Mead & De Falla.

## Soort
- Florenciella lugubris Mead & De Falla, 1965